# Hoofdklasse (Schach) 1969/70
In der Hoofdklasse 1969/70 wurde die 47. niederländische Mannschaftsmeisterschaft im Schach ausgespielt.
Watergraafsmeer, Philidor Leiden und Philidor Leeuwarden lieferten sich einen Dreikampf um den Titel. Obwohl Watergraafsmeer beiden Konkurrenten unterlag, konnten sie sich mit einem halben Brettpunkt Vorsprung auf Leiden und einem Mannschaftspunkt Vorsprung auf Leeuwarden durchsetzen.
Aus der Klasse 1 waren Haagse Moerwijk und Het Oosten Haarlem aufgestiegen. Während Moerwijk den Klassenerhalt erreichte, musste Het Oosten zusammen mit dem Titelverteidiger Charlois direkt wieder absteigen.
Zu den Mannschaftskadern siehe Mannschaftskader der Hoofdklasse (Schach) 1969/70.

## Abschlusstabelle
| Pl. | Verein                 | Sp | G | U | V | MP   | Brett-P.  |
| --- | ---------------------- | -- | - | - | - | ---- | --------- |
| 01. | Watergraafsmeer        | 7  | 5 | 0 | 2 | 10:4 | 40,5:29,5 |
| 02. | Philidor Leiden        | 7  | 4 | 2 | 1 | 10:4 | 40,0:30,0 |
| 03. | Philidor Leeuwarden    | 7  | 4 | 1 | 2 | 9:5  | 40,0:30,0 |
| 04. | VAS/ASC                | 7  | 2 | 3 | 2 | 7:7  | 36,0:34,0 |
| 05. | Haagse Moerwijk (N)    | 7  | 2 | 3 | 2 | 7:7  | 32,0:38,0 |
| 06. | Rotterdam              | 7  | 2 | 1 | 4 | 5:9  | 31,0:39,0 |
| 07. | Charlois (M)           | 7  | 1 | 2 | 4 | 4:10 | 32,0:38,0 |
| 08. | Het Oosten Haarlem (N) | 7  | 1 | 2 | 4 | 4:10 | 28,5:41,5 |

### Entscheidungen
|     | Niederländischer Mannschaftsmeister: Watergraafsmeer    |
|     | Absteiger in die Klasse 1: Charlois, Het Oosten Haarlem |
| (M) | Meister der letzten Saison                              |
| (N) | Aufsteiger der letzten Saison                           |

### Kreuztabelle
| Ergebnisse | Ergebnisse          | 01. | 02. | 03. | 04. | 05. | 06. | 07. | 08. |
| ---------- | ------------------- | --- | --- | --- | --- | --- | --- | --- | --- |
| 01.        | Watergraafsmeer     |     | 3½  | 4   | 6½  | 7½  | 6½  | 6   | 6½  |
| 02.        | Philidor Leiden     | 6½  |     | 5½  | 5   | 6½  | 4   | 5   | 7½  |
| 03.        | Philidor Leeuwarden | 6   | 4½  |     | 5   | 4½  | 6½  | 6½  | 7   |
| 04.        | VAS/ASC             | 3½  | 5   | 5   |     | 5   | 4½  | 6   | 7   |
| 05.        | Haagse Moerwijk     | 2½  | 3½  | 5½  | 5   |     | 5   | 5½  | 5   |
| 06.        | Rotterdam           | 3½  | 6   | 3½  | 5½  | 5   |     | 4   | 3½  |
| 07.        | Charlois            | 4   | 5   | 3½  | 4   | 4½  | 6   |     | 5   |
| 08.        | Het Oosten Haarlem  | 3½  | 2½  | 3   | 3   | 5   | 6½  | 5   |     |

## Die Meistermannschaft
| 1.            | Watergraafsmeer |
| Schachfiguren | Coen Zuidema, Piet van der Weide, Robert Hartoch, Wiebe Lenstra, Jaap Vogel, Anton Timman, Roos, Hans Plukker, Klein, J. G. Karper, Jan Seeleman, Karel Odink, Paul van Haastert. |